# Kane Hames

a Compétitions nationales et continentales officielles uniquement.

b Matchs officiels uniquement.
Dernière mise à jour le 10 février 2021.
Kane Hames, né le 28 août 1988 à Wellington (Nouvelle-Zélande), est un joueur international néo-zélandais de rugby à XV, évoluant au poste de pilier gauche.

## Carrière

### En club
Après avoir longtemps joué au niveau amateur dans le championnat de la région de Bay of Plenty, Kane Hames commence sa carrière professionnelle sur le tard, en 2013, alors qu'il est âgé de 24 ans. Il rejoint alors l'équipe de Bay of Plenty pour disputer le National Provincial Championship,.
Quelques mois plus tard, il est retenu par la franchise des Highlanders pour disputer la saison 2014 de Super Rugby. Dès sa première saison avec la franchise de Dunedin, il dispute seize matchs, et passe rapidement du statut de joueur inconnu à titulaire à son poste,. Lors de la saison suivante, il joue moins de rencontres (4 matchs), notamment en raison d'une suspension de cinq semaines pour un coup de poing contre le deuxième ligne des Crusaders Dominic Bird,.
En 2015, il décide de rejoindre la province de Tasman en Mitre 10 Cup.
Laissé libre par les Highlanders en raison d'une blessure au genou, il signe au cours de la saison 2016 avec les Chiefs sur la base d'un contrat court, où il compense la blessure de Pauliasi Manu,.
Il manque l'intégralité de la saison 2018 de Super Rugby à cause d'un repos forcé faisant suite à des commotions cérébrales. En octobre 2020, après deux autres années en dehors des terrains, et subissant encore les symptômes de ses commotions, il décide d'officialiser la fin de sa carrière, et décide de se lancer dans une reconversion dans l'arbitrage,.

### En équipe nationale
Kane Hames est appelé pour jouer avec les Māori All Blacks en 2013 dans le cadre de leur tournée en Amérique du Nord.
En août 2016, il est sélectionné pour la première fois par Steve Hansen pour évoluer avec les All Blacks, profitant alors d'une cascade de blessures à son poste,. Il connait sa première cape internationale le 20 août 2016 à l’occasion d’un match contre l'équipe d'Australie à Sydney, lors du Rugby Championship 2016. Son pays remporte cette compétition en gagnant toutes ses confrontations,. De plus, la Nouvelle-Zélande égalise le record de matchs remportés d'affilée toutes compétitions confondues avec dix-sept succès lors de la dernière journée où elle bat largement l'Afrique du Sud 57 à 15, chez elle à Durban.

## Palmarès

### En club et province
- Vainqueur du Super Rugby en 2015 avec les Highlanders.

### En équipe nationale
- Vainqueur du Rugby Championship en 2016 et 2017.

## Statistiques
Kane Hames compte 9 capes en équipe de Nouvelle-Zélande, dont sept en tant que titulaire, depuis le 20 août 2016 contre l'équipe d'Australie à Sydney.
Il participe à deux éditions du Rugby Championship, en 2016 et 2017. Il dispute six rencontres dans cette compétition.